# Mahomed
Mahomed (în arabă: محمد, transliterat: Muhammad; n. cca. 570, Mecca; d. 8 iunie 632, Medina) este întemeietorul religiei islamice și este considerat, de către musulmani, a fi un mesager și un profet al lui Dumnezeu, ultimul profet într-o serie de profeți islamici, așa cum se spune în Coran.

## Etimologia numelui
În limba arabă numele Muhammad  înseamnă "cel demn de laudă" (cf. hammada "a lăuda", "a slăvi"). Forma "Mahomed" este și ea corectă în limba română; este cea mai uzuală chiar (ex.: Islamul, Dominique Sourdel, Humanitas, 1993; Istoria credințelor și ideilor religioase, Mircea Eliade, Editura Științifică, 1991).  Există si alte forme învechite ale acestui nume, precum Mahomet.

## Viața
Dintre toți întemeietorii de religii universale, Mahomed este singurul căruia i se cunoaște, în linii mari, biografia (izvoarele cele mai importante sunt Coranul - în arabă, al Quar'an, "Propăvăduirea" - și informațiile transmise de Tradiție - în arabă, al-Hadit, "Zicerea", "Spusa". Trebuie precizat însă că valoarea istorică a acestor surse nu e întotdeauna sigură).
Profetul Muhammad ibn Abdallah s-a născut la Mecca in jurul anului 570. Tatăl sau moare cu puțin timp înainte de nașterea sa, iar mama sa când el avea doar 6 ani. Este crescut de unchiul sau Abu Talib de la vârsta de 8 ani. La 12 ani călătorește în Siria, unde un călugăr creștin, numit Bahira, recunoaște semnele tainice pe umărul lui Mohamed care îi vestesc vocația de prooroc. Se căsătorește cu prima lui nevastă, Khadija, la vârsta de 25 de ani (ea avea 40); soția sa a avut un rol considerabil în viața Profetului: ea l-a încurajat mult în încercările sale religioase. Khadija avea un văr creștin (catolic) Waraqah ibn Nawfal. Fatimah este fiica lui Khadija și a lui Mahomed. Căsătoria avea să fie fericită; Mahomed, care, după moartea Khadijei, avea să aibă încă nouă neveste, nu și-a luat altă soție cât timp Khadija a fost în viață. Datorită caracterului său integru este ales ca membru într-o organizație numită Alianța pentru Caritate. Este pentru un timp caravanier, având posibilitatea sa călătorească mult. Era cunoscut de toți ca fiind o persoană foarte corectă și cu un suflet foarte bun.
Nu se prea cunosc amănunte ale vieții lui Mohamed dinaintea primelor revelații, către anul 610. Potrivit tradiției, ele au fost precedate de lungi perioade de "retragere spirituală" (tahannut) în peșteri și în alte locuri însingurate, practică străină politeismului arab. E foarte posibil ca Mahomed să fi fost impresionat de vegile, rugăciunile și meditațiile anumitor călugări creștini pe care îi întâlnise sau de care auzise vorbindu-se în călătoriile sale. Un văr al Khadijei era creștin. În plus, anumite ecouri ale predicației creștine, ortodoxe ori sectare (nestoriene, gnostice), precum și ideile și obiceiurile ebraice, erau îndeajuns de cunoscute în orașele arabe.
Cu toate că, în timpul lui Mahomed, este puțin probabil ca religia Arabiei Centrale să fi fost modificată de influențe iudeo-creștine, prin evreii (prezenți într-un mare număr la Iatrib - viitoarea Medina) și creștinii (prezenți la Mecca, majoritatea de condiție foarte umilă, probabil sclavi abisinieni și insuficient instruiți), Profetul a avut contact cu elemente iudeo-creștine.

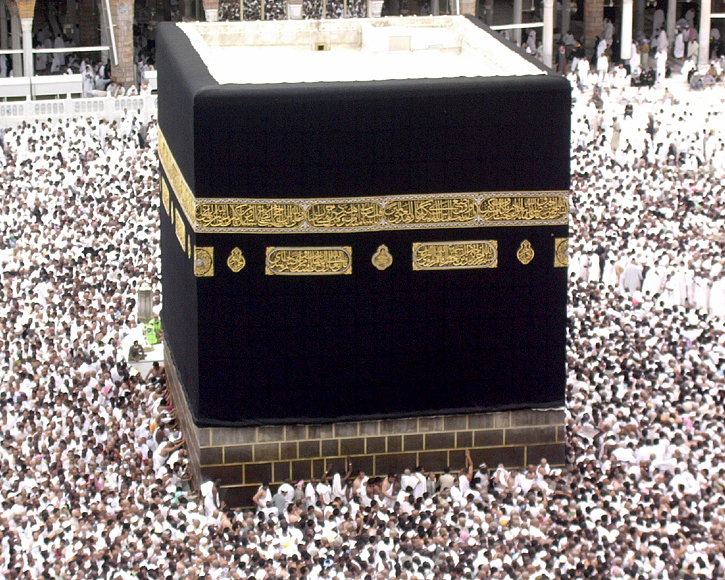
Kaaba

La 40 de ani, Mahomed are o revelație descrisă în felul următor: pe când  dormea în peștera în care își petrecea recluziunea lui anuală, îngerul Gabriel a venit la el, ținând o carte deschisă în mâini și i-a poruncit "Rostește acestea!". Cum Mahomed refuza să citească din carte, Îngerul i-a apăsat "cartea pe nări și pe buze", aproape sufocându-l. Când, a patra oară îngerul i-a spus: "Rostește!", Mahomed l-a întrebat "Ce trebuie să rostesc?". Îngerul i-a răspuns atunci: "Rostește (adică: predică!) în numele Domnului care te-a făcut! Care a făcut omul dintr-un cheag de sânge. Propăvăduiește, căci Domnul tău este cel mai darnic, el l-a luminat pe om cu ajutorul penei de scris și l-a învațat pe om ceea ce nu știa"(90: 1-5) Mahomed a început să citească cu voce tare și îngerul s-a depărtat de dânsul. "Apoi m-am trezit și eram ca și cum cineva ar fi scris în inima mea". 
Autenticitatea acestor experiențe pare neîndoielnică. "Dictarea" Coranului a fost deseori însoțită de convulsii puternice, de accese de febră sau de răcirea trupului.
Mahomed începe sa predice, întâi în familie și printre cunoștințe, apoi publicului larg. La început el este ignorat de majoritatea oamenilor, iar mai apoi ridiculizat. Totuși, el reușeste să atragă din ce în ce mai mulți oameni la noua sa religie.
Cu fiecare an care trecea, noi  capitole erau revelate din Coran. Pe măsură ce numărul celor ce îl urmau creștea, Mahomed devine o amenințare la adresa conducătorilor societații sale și este persecutat, alături de cei care îl urmau. Un timp s-a bucurat de protecția unchiului sau Abu Talib, dar după moartea acestuia Mahomed este nevoit să își părăsească orașul natal și să meargă cu un grup de musulmani devotați în orașul Yatrib în 622, unde fusese invitat de două triburi rivale, care acceptaseră să-l recunoască drept conducător spiritual și se așteptau ca el să le arbitreze disputele. Acest eveniment se numește Hejira și marchează începutul anului Islamic. Hejira înseamnă în arabă "emigrare". Numele orașului este schimbat în Medina ('Orașul' (în arabă), ca prescurtare de la numele complet de 'Orașul Profetului' (al Madinat al-Nabi)) 
Mahomed devine conducătorul orașului și în scurt timp Medina devine capitala primului stat islamic. Acest stat este imediat atacat de vecinii mai puternici din Mecca, însă Mahomed reușește să câștige câteva bătălii importante Badr și Uhud, asigurând securitatea statului său. Acesta continuă să se extindă și în cele din urmă Mahomedd cucerește Mecca fără vărsare de sânge in 630. În tot acest timp, versete din Coran continuă să îi fie revelate, acestea fiind o parte așternute în scris, iar o alta memorate de către companionii Profetului.
Mahomed a murit la 63 de ani, în 632. La moartea sa, în peninsula arabică exista un factor de coeziune ce pentru prima dată în istorie, va duce, în deceniile și secolele următoare, la o veritabilă unificare a acesteia (și nu numai) într-un stat islamic. Chiar din timpul vieții Profetului s-a putut realiza o unificare religioasă în peninsulă, deși unificarea politică s-a făcut doar mai târziu, în timpul primului calif, Abu Bakr. Impedimentul unificării totale a fost dijma (zeciuiala, zakat-ul) percepută de agenții ( 'ummal) Profetului pentru finanțarea continuării războaielor de cucerire, în afara peninsulei).
Astfel, din chiar timpul vieții lui, dar mai ales în perioada în care succesorul său a fost Abu Bakr, au aparut 2 miscari de contestare care au fragmentat noua comunitate (ummah) și au divizat politic peninsula; e vorba despre Yamama în Arabia centrală, sub conducerea unui profet concurent, numit Musailima Ibn-Habib și despre alt focar de contestare, de data asta în sud, în Yemen, sub conducerea lui 'Aihala al-'Ansi, poreclit "negrul". Tradiția păstrează memoria acestei realități în diverse scrieri ale biografilor și istoricilor musulmani (de ex. visul lui Mahomed, si scrierile lui Balad-huri).
Biografiile lui Mahomed care toate sunt produse de istoria oficială islamică, sunt 'istorii sfinte', apologetice ('hagiografii'). Ele subliniază atât umanitatea sa, cât și natura lui fantastică, relatată de o abundentă sumă de tradiții (al-hadith-urile stau mărturie în acest sens). În Europa, odată ce mitologia creștină a fost demontată în măsura posibilului pentru a căuta istoricitatea diverselor sale personaje sacre și a evenimentelor relatate în care aceștia au fost antrenați doar sau au fost de-a dreptul protagoniști, istoricii și hermeneuții s-au aplecat și asupra biografiei, inerent idealizate, a Profetului. Toți subliniază dificultatea colosală a muncii de separare a prozei fantastice, pioase, de relatarea strict istorică și biografică. Soluția, așa cum subliniază islamologul contemporan Anne-Marie Delcambre, nu putea fi decât una singură : abandonarea ideii de a răsturna acest amplu eșafodaj ridicat de tradiția islamică și preluată necritic de specialiștii musulmani; această idee de a respinge în bloc întreaga constructie din cauza abundentelor idealizări, își are originea atât în munca teologilor creștini, cât și a adversarilor lor iluministi, în secolul al XVII-lea, al XVIII -lea și al XIX-lea.
Punctul acestora de vedere este fundamentat, e adevărat: istoria oficială a fost scrisă la Bagdad (într-un mediu urban și cosmopolit deci, și nu cel tribal inițial), în secolul al IX-lea (adică la 2 secole după moartea Profetului), și ea nu putea sa redea decât un portret prea flatant al acestuia și al clanului său hașemit, întrucât abbasizii, învingătorii și succesorii omeiazilor, se trăgeau din Abas, unchiul lui Mahomed. Trebuie spus și că această istorie a fost scrisă de convertiți, care erau adesea de origine persană (asta e cazul în special cu celebrul istoric Tabari), care erau adesea fară o cunoaștere directă a moravurilor deșerturilor Arabiei (Tabari, de exemplu, a locuit pentru mai bine de jumătate de secol la Bagdad), preocupați fiind să obțină favorurile califilor abasizi, însă de asemenea să convingă noii musulmani ne-arabi, ce erau din ce în ce mai numeroși și proveniți din colțuri din ce în ce mai îndepărtate de Arabia.
Așa cum spunea până și orientalistul iezuit Henri Lammens, ce poate fi definit oricum mai puțin animat de simpatie pentru islam, "în loc să demolam întreaga construcție a istoriei pioase musulmane, trebuie să ne mulțumim a o demonta piatră cu piatră, pentru a examina mai apoi calitatea materialelor folosite".
De aceea munca istoricului actual este una de 'psihologie istorică': în fața unei istorii prea perfecte, trebuie căutate continuu punctele slabe prin care se poate întrezări realitatea prozaică. Aceasta este metoda criticii moderne în istorie. Ea ține cont în analiza veridicității afirmațiilor hagiografice de contextul istoric în ansamblul lui, ori pentru Arabia deșertică a secolului 7 acesta este o lume tribală, ale cărei cutume trebuie cunoscute și înțelese ca să putem aprecia ce este valid sau nu în descrierile oficiale idealizate. Portretul lui Mahomed care rămâne după efectuarea acestei munci, nu poate fi decât al unui om al timpului și locului său. Doar astfel pot deveni inteligibile evenimentele care au șocat generații de creștini, indivizi a căror religie a apărut pe ruinele unor strălucite civilizații, pe eșafodajul unor state a căror vechime precede cu prea multe secole apariția statalitaților în deșertul inospitalier.
Nu mai poate mira, de exemplu, faptul că Profetul a fost un războinic atunci când n-a avut de ales, și nici mijloacele și condițiile extraordinare pe care el le-a folosit. Astfel, departe de descrierea idealizată a Hagirei, critica istorică arată că Mahomed și grupul lui de imigrați la Iatrib a fost întâmpinat cu o oarecare ostilitate de anumiți leaderi arabi locali (de ex. Abdalah bin Ubai (cunoscut ca 'ipocritul' de către istoria pioasă musulmană), și care, în opinia unor orientaliști, simbolizează de fapt un grup mai larg de adversari ai lui Mahomed la Medina) ca și de către cele 3 triburile avute de evrei (aceștia, pe lângă activitatea de artizanat (bijutieri) erau și agricultori, deținând și exploatând mari și prospere livezi de palmieri (curmalieri)). Profetul și adepții lui au trăit deci clipe grele la Medina, viețuind în sărăcie și suferind de boli specifice locului mai umid (paludismul).
Acolo unde se refugiaseră (și unde Profetul a sosit ca arbitru între 2 triburi arabe rivale), ei au trebuit să-și câștige existența în mod umilitor, ca zilieri ai evreilor (Ali, vărul Profetului, de exemplu, a fost tocmit de un evreu cultivator de curmalieri pentru a scoate apa din puț și a-i uda acestuia palmierii). Regimul acesta de subzistență nu putea continua indefinit. Ospitalitatea auxiliarilor ('ansar'-ii) avea și ea limite, așadar mecanii au trebuit să se descurce singuri la un moment dat. Și au făcut-o în felul lor beduin, anume prin jaf ('razie'), adică prin ceea ce în istorie a rămas cunoscut ca "mascacrul sacrilegiu de la Nakhla". Masacrul este numit astfel pentru că a fost un atac contra unui grup format majoritar nu din luptători, ci din comercianți (caravanieri); el este numit 'sacrilegiu', pentru că a avut loc într-o lună sfântă ('Rajab'), când la Meca aveau loc pelerinaje si târguri de schimb.
Atacul a avut loc noaptea, iar Mahomed și adepții lui s-au folosit de înșelăciune pentru a se apropia de caravana mecană : s-au ras în cap și s-au îmbrăcat în pelerini aflați în drum spre locul sacru de pelerinaj de la Kaaba (pelerinajul și adorarea pietrei de la Kaaba este la origine un ritual păgân (politeist) arab, adoptat și de noua religie islamică).
Strategema a provocat fără îndoială discuții în comunitatea islamică a acelui timp, căci ea ridica semne de întrebare de natură morală, mărturie ne stă textul coranic, care se face ecoul acestor neliniști (surata 2, verset 217).
Cum era de așteptat, Allah îi va da dreptate Profetului. Motiv pentru care practica a putut fi continuată si extinsă contra mecanilor, care, cum știm, n-au acceptat islamul si care au rîs de profet atâta timp : ei îi reproșau că acesta „preia tezele străinilor, ale evreilor și creștinilor din jur, abandonând tradiția strămoșească” (i se reproșa, de exemplu, că „revelațiile îi sunt dictate de un sclav creștin grec, Giabr, care avea un comerț cu bijuterii la Mecca”), îl numeau nebun și posedat de duhuri rele (mașnun), și, culmea jignirii pentru un arab, îi puseseră eticheta de „castratul” (abtar = impotent, bărbat fără descendenți masculini, măgar castrat), pentru că nu avea decât fete (pentru arabii timpului, nașterea unei fete era o veste rea, care echivala în cel mai bun caz cu lipsa unei nașteri).
Coranul conține ecouri ale unor astfel de mentalități patriarhale, pe care les critică (vezi surata 16, versete 58 si 59). Astfel, raziei de la Nakhla îi va urma, în martie 624, la Badr, atacul contra caravanei lui Abu Sufian, care revenea din Siria bine garnisită cu marfă (era numită 'marea caravană de primăvară'). În mod necesar, pentru o populație aflată permanent sub spectrul foamei, cum este aceea seminomada a 'deșertului deșerturilor', o credință care justifică jaful nu poate să fie decât extrem de atrăgătoare: islamologii (de ex. Anne-Marie Delcambre) pun pe seama acestui fapt o parte importantă din numărul celor care s-au convertit, atunci la începuturi, la noua religie a lui Mahomed. De această dată, caracterul josnic al atacului este însă și mai pregnant, în măsura în care grupul lui Mahomed practic îsi ataca rude apropiate (cum e cazul cu Abu Bakr, al cărui fiu era printre caravanieri, și a lui Omar, al cărui unchi era și el alături de Abu Sufian, și chiar unchiul Profetului, anume Abas, sau fiul lui Abu Talib, care si el îi era rudă apropiată, dar chiar si ginerele Profetului se afla printre comercianții călători). Mahomed a ordonat ca rudele lui directe să fie cruțate, fapt care a scandalizat pe unii musulmani care aveau și ei rude printre caravanieri, așa cum ne transmite istoria tradițională (unul dintre ei spune : 'Ne omorâm tații, frații si unchii, și el ne cere să nu-i omorâm unchiul … pe Dumnezeu, dacă-l întâlnesc pe Abas, îi voi da primul cu sabia-n cap!) Avem astfel o surată (capitol al textului sacru islamic) numită  'Prada' , al cărei prim verset incită credincioșii la supunere în fața lui Mahomed. Prada trebuia împărțită în ordine doar...
Din acest moment în care situația materială a micii comunități s-a mai întremat, Mahomed îsi îndreaptă atenția spre adversarii săi politici de la Medina, începând astfel o serie de asasinate motivate politic. Prima victimă este poetul evreu Kaab ibn Așraf, gură prea slobodă care luase prea des în râs revelațiile lui Mahomed.
Odată ce și-a văzut consolidată poziția în Medina, Mahomed căută motive, și desigur a găsit, pentru a-i expulza pe evrei din oraș, evident deposedându-i de bunuri cu această ocazie. Primii sunt cei din tribul Banu Kainuka, bijutieri de meserie… Astfel, gruparea lui Mahomed va fi pregătită atât logistic cât si financiar pentru bătălia care se anunța deja, căci evident, kuraișitii de la Meca doreau răzbunarea alor lor si a jafurilor repetate ale lui Mahomed.
Bătălia va fi pierdută totuși de trupele lui Mahomed din cauza lăcomiei unei părti a trupelor sale (arcașii), care la un moment dat, rupând disciplina militară și-au părăsit pozițiile pentru a se repezi spre împărțirea prăzii (șansele păreau atunci a le surîde din nou musulmanilor). Strategii mecani vor profita de eroare, întorcând de partea lor sorții confruntării. Răzbunarea va fi cruntă : Mahomed însuși este rănit, iar unchiul său Hamza este ucis. Atunci când trupul acestuia este prezentat de către combatanții mecani soției lui Abu Sufian (numită Hind), aceasta se va apleca asupra cadavrului, va smulge ficatul mortului și va mânca din el. Hamza îi ucisese doar cu ocazia jafului de la Badr, atât tatăl cât și fratele, cât și un unchi.
Dupa înfrângerea de la Ohod, o umilință serioasă pentru comunitatea musulmană, trebuia să fie făcut ceva pentru a ridica moralul si reumplut buzunarele, ori soluția o știm deja: jaful. Dupa expulzarea din oraș și jefuirea tribului de evrei bijutieri Banu Kainuka, a urmat la rând un alt trib de evrei, anume Banu Nadir, care au fost acuzați de complot. Cea mai mare parte dintre ei se vor îndrepta spre Kaibar. Înca un pas deci, si orașul devin pur, căci rămăseseră doar evreii din tribul Banu Quraiza. Aceștia însă, așa cum vom vedea, în afară de a fi si ei jefuiți mai târziu, vor fi și exterminați. Mecanii însă nu se vor mulțumi doar cu victoria de la Ohod (versantul unui munte aflat lângă Medina), și vor organiza un alt atac al Iatribului, de data asta cu o armată de 3 ori mai numeroasă. Musulmanii vor organiza apărarea orașului, aceștia săpând, la sugestia unui convertit pers (un fost sclav eliberat) un șanț în jurul așezării (de unde numele rămas în tradiția istorică islamică de "bătălia șanțului"; tehnica asta de apărare era total necunoscută arabilor).
Ideea a fost genială și salvatoare, căci meccanii n-au reușit să treacă tranșeul, și vor face astfel cale întoarsă. După efort, urmează, evident, răsplata bine-meritată, căci mai rămăsese încă un trib de evrei de jefuit, doar că aceștia vor plăti cu viața dispoziția proastă a șefului tribului arab Aws, care rănit mortal fiind după lupta șanțului, n-a mai fost deloc înclinat să-și respecte angajamentele de garant al securității lor.
Astfel, bunurile vor fi trecute în proprietatea musulmanilor, iar cei 600-900 băieți și bărbați evrei vor fi executați prin decapitare, o femeie fiind decapitata pentru uciderea unui războinic musulman, iar femeile și copii vor fi vânduți ca sclavi, căci era nevoie de bani, din ce în ce mai mulți bani, pentru a alimenta mașina de război ce era din ce în ce mai des folosită. Banul, cum se zice, este nervul războiului. Pentru executarea pedepsei, în piața centrală a Medinei au fost săpate alte șanțuri, de asta dată nu pentru apărare, ci pentru îngroparea evreilor decapitați. Măcelul are loc o zi întreagă, sub ochiul atent al Profetului, care asistă în liniște la execuția "dușmanilor lui Alah și ai Profetului Lui", așa cum ne raportează tradiția musulmană. La căderea nopții, ultimii evrei sunt decapitați la lumina torțelor, fiecare victimă având dreptul la un strigăt „Alah e mare!” din partea musulmanilor prezenți. Evreii, dogmatic vorbind, n-au nimic de reproșat musulmanilor: aceștia i-au tratat exact în modul în care ei înșiși, la rândul lor, au tratat numeroase populații sedentare, în procesul de cucerire sângeroasă a Canaanului promis lor.
Așa cum Biblia justifică cruzimea triburilor de evrei ce măcelăreau bătrâni și copii când întâlneau o așezare canaaneană, tot așa și Coranul justifică gesturile abominabile ale lui Mahomed (surata 33): "Ați omorât o parte dintre ei, i-ați făcut sclavi pe o alta; Alah v-a făcut moștenitorii pământurilor lor, al locuințelor și bunurilor lor, chiar dacă pașii voștrii n-au călcat niciodată acest pământ." Mahomed își va lua cu această ocazie o concubină dintre evreicele înrobite. Mahomed va pleca apoi (în 629) spre Kaibar, unde se refugiaseră evreii tribului Banu Nadir, după expulzarea și jefuirea acestora la Medina, pentru a-i mai jefui o dată de bunuri (evreii aveau din nou livezi de palmieri), cu această ocazie însușindu-si încă o concubină evreică, pe frumoasa Safia, de numai 18 ani (el avea pe atunci 59 de ani).
Mahomed va sfârși prin a-și domina adversarii meccani, cucerind finalmente orașul idolatrilor. Inamicii săi cei mai aprigi se vor converti pentru a-și scăpa pielea (de ex.: Abu Sufian, Kalid ibn al-Walid, Amr ibn al-As).
Mahomed, la intrarea în oraș va executa o parte dintre inamicii săi neconvertiți, în special dintre acei care l-au umilit în mod atât de barbar în vremea când era doar "orfanul nebun al lui Abdalah", dar va arăta clemență față de alții, dovedind un fin simț politic.
Religia înființată de el reprezintă un progres considerabil pentru lumea din care făcea parte, și asta se va vedea cu ochiul liber secole de aici încolo, când islamul ieșind din peninsulă va îngloba, dar mai important, va reusi sa asimileze strălucite civilizații, aflate în plină dezvoltare, acaparând toate aspectele societăților în care s-a infiltrat.
Nu există o scădere tipic islamică care sa explice de ce civlizația la baza căreia stă învățătura lui Mahomed stagnează de prea multe secole, căci eroarea este de fapt comună tuturor monoteismelor și în parte tuturor religiilor: oricât de valoroase pot fi niște precepte la un moment dat, el vor fini prin a se dovedi neadaptate unei epoci diferite, ori din păcate dogmele religioase au dificultăți majore în a se modifica pe măsura ce timpul trece și societatea se schimbă; lumea creștină a cunoscut și ea blocaje si distorsiuni care au ținut-o pe loc mai bine de o mie de ani, în întunericul obscurantismului creștin, până când modernismul a permis avântului stiințific secular să preia conducerea socială.
Se poate spune că Mahomed a fost un om al timpului și locului în care s-a născut (de aceea biografia lui șochează atât de mult persoanele trăitoare în secolul 21 și care nu sunt educate în morala islamică), însă în același timp și-a depăsit în anumite privințe epoca, așa cum arată anumite reforme pe care le-a introdus cu religia lui în societatea tribală a Arabiei secolului al 7-lea.
Istoricii și sociologii spun că nimic din istoria timpurie a religiei lui Mahomed nu prevestea stagnarea de care suferă civilizația islamică de mai bine de jumătate de mileniu. Mesajul acestuia a fost unul similar celorlalte religii monoteiste abrahamice, dacă nu cumva chiar unul mai coerent și credibil, dată fiind perioada mai târzie în care noua religie a apărut. Spiritul tribal care i-a îmbibat pe arabi cu o imensă dragoste de libertate dintotdeauna, ca și cu o sănătoasă doză de scepticism în ce privește orice formă de concentrare a puterii și deciziei, modul democratic în care lumea tribală arabă lua deciziile privitoare la comunitate, sunt doar câteva elemente care prevesteau și în fapt chiar au produs efecte favorabile dezvoltării impetuoase a civilizației la baza cărei stătea mesajul lui Mahomed. Piedica, sau "vina", trebuie deci căutată, cel puțin în parte, mai târziu, și nu în epoca sau mesajul inițial, de altfel destul de ambiguu și divers, al Profetului. Istorici ca B. Lewis și D. Sourdel consideră că turnura antiraționalistă pe care a luat-o islamul ca reacție a mișcării mutazilite a fost decisivă în grăbirea falimentului. Tolerată un timp, filozofia a fost treptat respinsă ca un corp străin, iar ortodoxiile și fanatismele fratricide n-au făcut decât să învenineze climatul intelectual, după ce-l denaturaseră pe cel politic. Lungul șir de execuții ale ereticilor și lista nesfârșită de cărți ale filozofilor arabi arse în piața publică, a provocat lent dar inexorabil declinul final.
Alți specialiști, mai direcți în exprimarea tezelor lor, cum este de ex. antropologul francez de origine algeriană Malek Chabel, spune că "mediul cultural și istoric în care trăiesc populațiile arabe, persane și turcești, și în general cele musulmane, este principala frână împotriva renașterii civilizației islamului; acest mediu este strivit de tradiția înrobitoare a unei venerații extatice, a gândirii inchizitoriale și a absenței autocriticii, ansamblu refractar la orice idee de progres; blocajele sunt identificate de mult timp, anume proasta guvernare și imposibila separare a religiosului de politic ". Or, explică autorul lucrării Islamul și Rațiunea, "această separare, laicizare, nu poate să fie acceptată decât după ce textul sacru a fost reinterpretat și trecut prin critica raționalistă." Proiect început de marele Taha Husein, dar lăsat în paragina pe pământul islamului (între timp de asta se ocupă occidentalii...). Chabel adaugă: "Rațiunea este firul roșu, criteriul (al-furqan) care separă două specii umane, anume acei care cred în Dumnezeu și cei care cred în om, acei care consideră că fără Dumnezeu omul n-ar exista, și cei care, fără a jura pe "moartea lui Dumnezeu", consideră totuși că omul, prin propriile lui capacități, e capabil să inventeze aici și acum atât paradisul cât și infernul. Un alt factor de blocaj îl reprezintă chiar propriul succes de altă dată, care între timp nu a rămas decât o frumoasă amintire. Chabel se exprimă de această manieră: când islamul merge rău, vocea rațiunii are dificultăți în a se face auzită; considerabila rămânere în urmă a islamului se explică în parte prin eșecul musulmanilor de a depăși vechile ambiții de cucerire, de a supraviețui trecutului lor glorios. Regresul politic și militar a provocat în fapt un alt regres mai devastator, anume acela al civilizației. Vânzătorii de iluzii s-au înmulțit."
Conform unor studii de antropologie islamică, Profetul este un adevărat prototip pentru orice musulman, iar toate revelațiile primite timp de 23 de ani au contribuit la formarea conținutului Coranului și la fundamentul islamului.

## Căsătoria cuAisha
Surse tradiționale spun că Aisha avea șase sau șapte ani când s-a logodit cu Mahomed, dar căsătoria nu a fost consumată decât atunci când fata a împlinit nouă sau zece ani. În timp ce majoritatea surselor tradiționale indică că Aisha a avut 9 ani (și, prin urmare, era fecioară) la data căsătoriei, un număr restrâns de scriitori mai recenți au estimat în mod diferit vârsta ei, de la 15 la 24.